# Гнатенко Костянтин Володимирович
Костянти́н Володи́мирович Гнате́нко (нар. 8 травня 1961) — український поет, публіцист, співак, композитор, шоумен, артдиректор.

## Біографія
Народився 8 травня 1961 року у Браїлові. Його рідне містечко Браїлів відоме на літературній карті України із біографії Володимира Забаштанського, чия творчість для молодого поета віддавна є духовним і моральним взірцем. З дитинства писав поезію, друкувався у багатьох дитячих часописах.
Про цей період Гнатенко згадував з певним пієтетом: «Мабуть, ще у школі став проявлятися мій потяг до творчости: рано почав писати вірші. Друкувався в журналах „Зірка“, „Ранок“ та „Дніпро“. Хоч як лають радянські часи, але тоді було багато позитивного. Наприклад, літературні студії, якими керували справжні майстри слова. У них це була громадська робота, але вони робили її від щирого серця. Наразі такого немає… Зараз відбулася підміна цінностей. Молодь виховують на псевдокультурі».
Закінчив Гайсинське медучилище, збирався стати медиком.
Але згодом поринув у культурно-мистецьке життя. Закінчив Вінницьке училище культури, де вже на той час, у 1980-х роках існувала так звана «династія гомосексуалів», про яку написала статтю журналістка Т. Васильева". Після закінчення театральної студії у 1983 році вступив до Київського державного університету ім. Т. Шевченка, філологічний факультет якого закінчив у 1988 р. Будучи студентом, вступив до ВЛКСМ. Як згадував Костя, його головним наставником був професор Олександр Іванович Білодід.
У 1983—1984 рр. вперше в центральних часописах було надруковано два вірші авторства Гнатенка: вірш «В автобусі» (журнал «Дніпро», 1983, № 5), та вірш «Мить перед поцілунком» (на шпальтах альманаху «Вітрила», К., 1984, № 5, с. 36). У 1986 р. Гнатенко виступив у ролі літературного критика, давши влучну характеристику своєму земляку Станіславу Чернілевському, поету та сценаристу: «У Станіслава Чернілевського є позиція. Він не замасковує вад людського характеру, але й не применшує те краще, що в нашому житті безсумнівно домінує…» (Журнал «Київ». 1986. № 7-12. Стор. 30).
У 1989 році стає членом Спілки молодих письменників Радянського Союзу, його було прийнято туди на останній, 9-ій, всесоюзній нараді молодих письменників СРСР у Москві (травень 1989 р.). Як писав з цього приводу поет Василь Герасимюк: «Ще не вийшла його перша поетична збірка, але він, як і Оксана Шалак,— з тих авторів кількох публікацій у республіканській періодиці, які на останній Всесоюзній нараді (нині вже й не скажеш, чи останній за часом, чи взагалі останній) молодих літераторів, були прийняті до Спілки»".
У 1990 р. дебютував на шпальтах московського поетичного альманаху «Истоки» (1990, № 22, с. 37-38), в ньому вийшли вірші Гнатенка «Мой день», «Холодная осень», які переклав на російську мову поет Сергій Строкань.
У часописі «Дніпро» (1991 р., № 3, с. 146—147) опубліковано вірш «Ми всі крутого часу діти», згодом у часописі «Київ» (1991 р., № 12, с. 63—65) вийшов вірш «Перевтілення». Обидва твори мали великий громадсько-політичний резонанс.
У 1988—1989 рр. працював екскурсоводом у Державному музеї книги та друкарства, у 1989—1990 рр. — входив у правління Добровільного товариства любителів книги УРСР. З 1989 р. по 1992 р. працює консультантом-екскурсоводом, а також старшим науковим співробітником в Державному музеї ім. Т. Шевченка. У 1992—1995 рр. працював у театрі «КІН» під керівництвом В. Семенцова.
Вже у 1992 р. Костя перейшов на дитячу лірику, надрукував чотири перших дитячих вірші у журналі «Однокласник» (1992. № 1): «Душа мудріша», «Дзвін», «Ностальгічний мотив» та «Чарлі».
Разом з Олесем Ульяненком та Олександром Яровим на початку 1990-х рр. входив у творчу асоціацію «500», що згодом саморозпустилася.
У 1994—1995 роках займався редагуванням книг для київської філії харківського видавництва «Фоліо». Як писав у спогадах поет Вишенський Станіслав Олександрович: «Вряди-годи приходив на гостину приятель Романа Корогодського колишній політв'язень психіатр Семен Глузман та упорядник так і не виданої антології „Київська школа поезії“ Кость Гнатенко, котрий теж приятелював з нашим фінансовим директором. До речі, саме Корогодський запропонував на упорядника антології Костянтина Гнатенка. А її редактором мав бути Юрко Ґудзь». (Вишенський С. Після пристрастей і страстей: автобіографічний нарис // Кур'єр Кривбасу. — 2012. — № 268/270. — С. 274—335).
З середини 1990-х рр. постійно живе в у Києві, де завдяки спонсорам отримав квартиру за адресою: вул. Малишка, буд. 17.

## Робота на телебаченні
У 1995 році починає кар'єру на телебаченні. До 1998 року веде ток-шоу «Бар „Чорний кіт“» (режисер Олександр Бар) на УТ-1, далі - на телеканалі «Інтер». Згодом короткий час вів нову телепрограму «Чорний кіт XXI століття», яку також закрили. Як розказував Костя, це сталось після того, як він у 1997 р. став виступати як співак та шоу-мен та зважився на камінґ-аут, й з того часу почалася його травля з боку деяких колег: «Критиковали почему-то не меня, как телеведущего, а мою сексуальную ориентацию». Також Гнатенко визнав: «Мене поперли за надмірну розкутість та саморекламу».
Щоправда, поетеса Чубач Ганна Танасівна наводить іншу причину усунення Гнатенка з телебачення: «12 квітня 1998 року в телепередачі „Бар Чорний Кіт“ К. Гнатенко та О. Бузина насміхались із творчості Т. Г. Шевченка». З цього приводу Чубач написала вірша «Кривди епохи», який починався словами: «В барі котячім ввечері вчора словом ганьбили Тараса виродки кволі» (Чубач Г. Дзвінка ріка. К., 2000. С. 32). Чубач тоді ж поскаржилася на Гнатенка директору телеканалу.
На завершення, у лютому 2000 р. Гнатенку вдалося випустити на каналі «ТЕТ» лише два випуски телепрограми «Бар „Чорний кіт“». На наступні програми не вистачило грошей, а спонсора знайти не вдалося. На цьому ток-шоу перестало існувати.
У 1999 — 2000 роках працює над телепроєктом «Егоанатомія» на ТВ Табачук. У 2000—2001 роках разом з Артуром Кульповичем також був ведучим телепрограми «Балаганчик» на ТВ Табачук.
У 2000 — 2003 роках — ведучий передач «Пестунчик долі», «Моя зірка» (канал ТВ Табачук), «Друзі наші менші» на Київському телебаченні.
У лютому 2012 року на інтернет-сайті Say.TV презентовано авторський інтернет-проект Гнатенка Andybar-TV («Чорний кіт»), випуски якого онлайн разом з Гнатенком проводив Артур Кульпович.
24 березня 2012 року на Першому національному каналі відбулася прем'єра оновленого нічного ток-шоу «Нащадки» з ведучими Анастасією Рибчинською та Костею Гнатенком. Весною 2014 р. телепрограму «Нащадки» було закрито. 6 квітня 2014 р. вийшов в ефір останній випуск програми.

## Творча діяльність
Активно проявляв себе, як співак, поет-пісняр та композитор. За словами Костянтина: «Перші пісні були написані для Віктора та Любові Анісімових, Ірини Грей, Інеси Братущик та Ореста Хоми. З появою на естраді Ірини Білик ми написали з нею кілька пісень. Писав для EL Кравчука. Згодом сам почав писати музику на свої вірші й співаки почали виконувати повністю мої авторські пісні (…) Всі артисти хотіли мати у своєму репертуарі пісні українською мовою. Тоді був високий градус підйому української пісні. Їй було місце і в радіоефірі, і на телебаченні. Була „Територія А“, куди не треба було нести гроші, а записати пісню, зробити кліп. Тоді нами рухала ідея. У ті часи всі вірили, що Україна вже відбулася, а виявилося, що зараз знову доводиться все вигризати».
.
Написав ряд ранніх пісень для Ірини Білик, також на початку дев'яностих короткий час видавав журнал «Батерфляй».
У 1995 р. за кошти спонсора Володимира Зварича виходить перший альбом Костянтина «Стильний чувачок», який приніс йому славу. У 1997 р. за участю композитора Геннадія Татарченка, режисера Бориса Озерова, балетмейстра Ірини Мазур та автора костюмів художника-дизайнера Володимира Фурика було створено авторську гомоеротичну шоу-програму Кості «Я не монстр», яку вперше було презентовано 28 листопада 1997 року у Львівському оперному театрі. Щоправда, це шоу гостро засудило греко-католицьке духовенство Львова. Але загалом музичні оглядачі схвально зустріли шоу «Я не монстр».

З плином часу було створено другу шоу-програму його авторства «Солдат кохання», з якою виступав еротичний чоловічий балет. Нову кабаре-програму «Солдат кохання» Гнатенко показав у 1999 р. у Харкові та Донецьку..
Автор слів та музики пісень для таких зірок, як Вєрка Сердючка, Ірина Білик, Геннадій Вітер, Наталя Могилевська, El Кравчук та інших.
Найвідомішими хітами авторства Гнатенка стали пісні з репертуару Ірини Білик «Я розкажу», «Що було», «Хай живе надія» (альбом «Я розкажу», 1994 р.), «Просто літо» (альбом «Так просто», 1996 р.), «Я буду», «Я не знаю» (альбом «Фарби», 1998 р.), дуету Інеси Братущик та Ореста Хоми «Замок кохання», дуету Анісімови Любов і Віктор «Буду тебе чекати», Іштвана «Сонечко», Наталки Самсонової «Таемна любов», Галліни «За дощами», Г. Вітера «Серце-серденько» та «Осень», Аліни Апрель «Спаси меня, любовь», Карлен «Коли зачиняться кав'ярні», El Кравчука «Навіщо холодіє кров», «Несміяна», «Солдат кохання», «Доля», «Де ти?» (у співавторстві з Олександром Злотником), та «Вогонь», шлягери А. Данилка «Поезд Киев-Одесса», «Ты ушел», Н. Могилевської «Наша Україна» та «Молода країна», шлягери білоруського гей-співака Ігоря Поланського «Лети» та «Любовь цвета неба», співачки Натаніка (Наталя Пугачова) «220 вольт», український переклад шлягеру російського гурту «Балаган Лимитед» під назвою «Що ти хочеш?» (з альбому цього гурту «Киев-Москва», 2005 р.).
У 2008 р.  вийшов другий, російськомовный альбом «Киев-Одесса (Львов транзит)», у 2009 р. — альбом «Я люблю тебе, ти знай». У 2000 р. було презентовано перший відеокліп на пісню «Стильний чувачок». А у 2009 р. — другий відеокліп на пісню «Я вже не той». Згодом було змонтовано ще один відеокліп на пісню «Я розкажу». Творчий злет у 2008—2009 рр. відбувся завдяки новому директору та партнеру Костянтина, рекламному продюсеру та власнику рекламного ТзОВ «Триплан-Україна» Сергію Івановичу Хомутову, 1968 р. н.
Активною була й літературна праця.
У 1995 р. відбувся вихід у світ збірки віршів «Видіння», яка була просякнута гомоеротичними сюжетами. У 1999 р. — у співпраці із львівською художницею Наталією Балух вийшла книга для дітей «Добра книжечка». У 2002 р. разом із ще однією львівською художницею, Вікторією Ковальчук, видали дитячу книжку «Весела книжечка». У 2010 р. з нею ж було видано книгу «Рожева мрія». До друку готова книга віршів «З небесами».

## Продюсерська, сценічна діяльність
4 квітня 1998 року за участю Гнатенка відкрився перший в Києві та Україні постійно діючий ґей-клуб «Big Boy Club» (з 2002 р. — «Андрогін») по вул. Гарматній.
Також, 23 серпня 1998 року Костя та бізнесмен Олександр Фесенко в київському кінотеатрі «Київська Русь» відкрили другий у столиці ґей-клуб «Бомонд», який проіснував недовго (згодом — елітний клуб для змішаної публіки, ґей-френдлі під назвою «HEAVEN»). Також влітку 1998 року Гнатенко вперше був ведучим ґей-вечірки в клубі «Ніка».
4 вересня 1999 року разом з директором арт-агентства «Art-Zamana» Ігорем Бондаренком відкрив ґей-клуб «Клітка» на Печерську.
Крім того, у 1999 році за участю Гнатенка було засновано ґей-клуби «Бродяча собака» на Львівській площі, та «Совок» на Сінній площі.
У 2000—2002 рр. Гнатенко був артдиректором для гомосексуального арт-агентства «А-1» та арт-проекту «Disco Pride Party», якими керував ґей-активіст Володимир Зварич. У 1999—2002 рр. був одним з артдиректорів клубу «Клітка» на Печерську, генеральним директором якого був ґей-активіст Ігор Бондаренко, а виконавчим директором став продюсер Ігор Алмазов. Однак згодом шляхи Гнатенка та Бондаренка розійшлися, й у новий ґей-клуб «Кібер», який заснували у 2004 р. Ігор Кириленко та Ігор Бондаренко, Гнатенко влаштовуватися не став.
У 2005 р. за участю Костя було засновано клуб «Помада», артдиректором якого той став. Згодом, у 2010 р. було засновано новий клуб «Andybar». Як артдиректор цих двох закладів, Костя проводив співпрацю з іншими київськими нічними клубами подібного напрямку: «Президент», «Андрогін» (директор Олександр Кармазін) та «Тема-Клуб» (директор Олександр Толстов).
У різні часи Костя був продюсером або артдиректором у таких артистів, як El Кравчук, Артур Кульпович, Наталя Пугачова, Леді Романовська, та багато інших. 
У червні 2010 р. Гнатенко з його балетом «Білі ночі» став лауреатом конкурсу «Шукаю продюсера» як найкращий шоу-проект року з піснею «Я вже не той». На цьому ж конкурсі у 2011 р. було презентовано перший російськомовний хіт Гнатенка «Первая ночь без тебя», на який того ж року відзняли відеокліп. Щоправда, російськомовних пісень у нього було й раніше написано кілька: «Ты меня мучила», «Как я мог», «Давай начнём», «Кровь-любовь», але рейтинговою стала саме ця остання.
У 2011 р. випустив сингл «Lady Man» з резидентом клубу «Помада» травесті-артистом Айседорою Вулкан. Одну з пісень «Lady Man» виконав сам.
У 2012 р. травесті-артист Фріда Бакс на слова та музику Гнатенка видав альбом «Я не такая».
Як виконавчий директор та промоутер, Костя продюсував заснований в жовтні 2000 р. гомоеротичний шоу-балет «Guys from Heaven» («Хлопці з небес»), разом з яким вирушав на гастролі, неодноразово проводив спільні виступи на концертах у столичних гей-клубах. Гнатенко виступав одночасно як продюсер балету, ведучий його шоу-програм та арт-менеджер, а також як сценарист окремих шоу-проектів. Артдиректором та постановником балету став видатний хореограф Вадим Валерійович Прокопенко, який у 2011 р. призначений Головним балетмейстером Національної оперети України.
Також у 2011 р. Гнатенко дебютував, як модельєр одягу, було проведено показ його колекцій.
7 лютого 2014 р. у м. Київ відкрився новий ґей-клуб «Ліфт», в якому Гнатенко також став артдиректором
Також у 2020 р. відкрито клуб «Версачі» у Києві.

## Публіцистична та громадська діяльність
Починаючи з 1997 р., регулярно друкувався в журналі «Один з нас», плідно співпрацюючи з його першим головним редактором Леонідом Нефедовичем (у 1997—1998 рр., з 1998 р. — редактор журналу «Батерфляй»), а також з сучасним редактором, журналістом Станіславом Науменком.
Заявляв про важливість камінг-ауту, опираючись на власний досвід.
Прославився, як блогер та колумніст (ведучий колонок в інтернет-виданнях). Зокрема, критикував гомофобне спрямування телебачення: «Нещодавно дуже тихо і скромно пройшов день пам'яті Лесі. І саме в цей день я почув по телевізору, як один поважний критик дуже непереконливо переконував тих, хто любить творчість великої поетеси, що вона не була лесбійкою. Це слово далося критикові надто важко. Здається, він аж спітнів від напруги, захищаючи поетесу від такої „страшної“ репутації. І це в наш час! Чому, навіщо, для чого? Питання для демократичного вільного світу більш ніж смішне, а у нас таки задумаєшся, особливо коли слово гомосексуал завжди знаходиш у „достойному“ переліку на кшталт: злодій, повія, вбивця, ґвалтівник, п'яниця тощо…».
В окремих випадках виступав як майстер епатажу, схильний до гострих заяв та скандальних висловлювань. Наприклад, коментуючи прозу Оксани Забужко, Гнатенко заявив: «Хочеться зауважити шановній авторці, що вона так розуміється на гей-культурі, як дупка в м'ятних краплях» (К. Гнатенко. — Бульвар, 2000, No 33). Коментуючи Аллу Пугачову, Гнатенко висловився наступним чином: «У Аллы Пугачевой есть интересная песня: „О сколько их упало в эту бездну!“ Мне кажется это не метафора. Киркоров питается пугачевской лагуной, растет оттуда и благоухает ее запахами…» (Лузина Л. Как я была скандальной журналисткой: бульварные статьи, интервью, анекдоты о «звёздах». Харьков, 2004. С. 215).
У 2005 р. Гнатенко виступив з епатажною заявою про «голубе лобі» в вітчизняній естраді, сказавши наступне: «Навіщо їм (продюсерам) тратити гроші на чиюсь творчість, коли вони їх тратять на молоденьких хлопчиків? Хоча вони постійно говорять, що треба щось робити. Але далі популізму не йде — це ж українські геї… Хоча всі творчі організації очолюють геї. Вони страшенно бояться, щоб, не дай Бог, їх не запідозрили. Бо в нашій країні позбудуться всіх регалій».
У 2009 році дав інтерв'ю газеті «Високий замок», в якому висловився на цю тему ще більш відверто: «Ніхто не здогадується, що український шоу-бізнес на відсотків сімдесят складається із осіб нетрадиційної орієнтації. Але вони все гарно маскують і, бачачи, яке у нас жорстоке суспільство, ніколи не зізнаються, що у них коїться всередині. Часто ці люди заводять традиційні сім'ї, аби вберегтись від кривих поглядів. Вони живуть подвійним життям, але всі їх люблять і поважають» (Костя Гнатенко: «Сімдесят відсотків українського шоу-бізнесу— нетрадиційної орієнтації…»: [бесіда з композитором, журналістом / записала Інна Корчук] // Високий Замок. — 2009. — 14—15 листоп. — С. 7).
Гнатенко підкреслив, що боровся перш за все за толерантну до сексуальних меншин державу, але так й не досягнув мети. Влітку 1997 року Гнатенко та Микола Янко утворили першу громадську організацію секс-меншин «Інтелект-клуб». На початку двотисячних рр. Гнатенко виступав за толерантне ставлення режиму Кучми та чиновників від культури до ґей-спільноти: «Ідеологічний відділ різних наших міністерств мене ненавидить усіма фібрами душі, але ж виконавці співають мої пісні… За що? Бо як це щирий українець і патріот може бути гомосексуалом? На жаль, культурою в нас керують люди, які за плечима мають партшколи, тож нема чого дивуватися. Та я ніколи б не подумав, що в моїй рідній країні будуть забороняти мене, Романа Віктюка, скасовувати концерти Мойсєєва»..
У 2014 р. Костянтин Гнатенко активно підтримав Майдан, разом з резидентом столичного клубу «Помада» Едуардом Тарлецьким та резидентом одеського клубу «Тема» Олександром Данилиним був присутній на окремих його акціях. Говорячи про свою появу на Майдані, Гнатенко зазначив: «Коли був Майдан, я брав у ньому активну участь. І мені почали приходити смски з погрозами. Я ж думав, що про мене всі давно забули. Закінчилось все тим, що мене побили».
На початку 2014 року засудив проведену на противагу Майдану кампанію сексуальних меншин (що мала місце 10-12 січня 2014 року): прес-конференцію ЛГБТ в УНІАН (за участю травесті-артиста Міли Ангела), та провокативну акцію окремих невизнаних самозваних ЛГБТ-активістів на Хрещатику, висловив осуд так званих «гей-тітушок», та виступив за заборону відвідин ними гей-клубів, заявивши наступне: «Ми одностайно прийняли таке рішення (про заборону) і культурно попросили провокаторів залишити наші клуби. Людей, що „попались“ на провокацію і все зрозуміли, просто застерегли від подібних акцій, зробили це прямісінько зі сцени! Провокатори, продажні псевдо-активісти повинні знати, що бути поруч з ними людям із гідністю, просто ОГИДНО!»
18 травня 2015 року було презентовано програму камінг-аутів «Ґей-альянсом». Виступаючи на цьому заході, Костя Гнатенко зазначив: "Я виборов собі це право. Бути вільною людиною. Як це сталося? Я працював на телеканалі «Інтер» і виходив з програмою «Бар „Чорний кіт“. Це був здається 1993 рік і ситуація так склалася, що мені треба було або сказати хто я є, або піти з каналу. Не витримавши шушукання за спиною, я сказав комусь одному і воно пішло далі. Це не був подвиг і я не робив якогось зусилля над собою. Зараз я більш перестрашений, ніж у 1993 році. Тоді все було нормально, доки було нормальне керівництво каналу. А потім прийшли нові люди і мене „пішли“. Але тоді в 90-х роках я не боявся. Тоді всі гралися в демократію, все було в диковинку… Сьогодні страшніше. Суспільство радикалізується на полярно правих і полярно лівих… Я створив собі свій світ і живу в гармонії. Довкола мене ті люди, які мене сприймають. Тож мені не треба прикидатись. Здебільшого я зосереджений не на своїй орієнтації, а на творчості. Разом з тим, відкриватись людям зараз набагато складніше. Ми не знаємо жодного політика… Звичайно, ми їх знаємо, але вони живуть подвійним життям. Зрозуміло, що якщо якийсь політик або міністр відкриється, він одразу втратить свою посаду і потрапить на маргінес. От хто після мене чи Анатолія Яреми з публічних людей сказав про своє орієнтацію? Ніхто. Мені вже шостий десяток і я чекаю, хто ж буде наступний. А люди бояться, і я їх розумію. (…) Так склалося, що наше суспільство потребує авторитетів. От я чекаю, хто з лідерів про це почне говорити вголос. Чому б президенту, прем'єр-міністру чи міністру освіти у своїх виступах, перераховуючи різні групи населення, побіжно не згадати і про представників ЛГБТ-спільноти? Тільки так ми можемо рухатися до ліберальної спільноти»..
У 2015 р. Гнатенко звернувся до влади з проханням узаконити ґей-шлюби.
Також Гнатенко заявив про те, що у ВР близько 10 % депутатського складу належить до ґеїв.
У 2024 засудив Таїсію Повалій. . .

## Особисте життя
У 1997 р. Костя Гнатенко здійснив свій камінґ-аут та публічно визнав себе гомосексуалом, прославившись, як перший «офіційний ґей» України — поет та співак (другим після нього на це зважилась лише одна знаменита людина — телеведучий Єрема Анатолій Васильович). У 1998 р. на одному з концертів представив свою подругу Олену, з якою збирався завести дитину. Як заявляв Костя журналісту газети «Московский Комсомолец» в Украине" А. Щекавицькому, це був свого роду альянс, ділова угода про народження дитини. Але згодом цей союз розпався, тому що Гнатенко став представляти себе як «стопроцентного ґея». Щоправда, у 2008 р. Костя став заявляти про свою бісексуальність, зазначивши наступне: «Я состою не только из голубого цвета, я разный».